# (15220) Sumerkin
(15220) Sumerkin est un astéroïde de la ceinture principale.

## Description
(15220) Sumerkin est un astéroïde de la ceinture principale. Il fut découvert le 28 septembre 1981 à Naoutchnyï par Lioudmila Jouravliova. Il présente une orbite caractérisée par un demi-grand axe de 2,53 UA, une excentricité de 0,24 et une inclinaison de 8,7° par rapport à l'écliptique.

## Compléments